# Уэлдон, Джоан
Джоан Уэлдон (англ. Joan Weldon), имя при рождении Джоан Луиз Уэлтон (англ. Joan Louise Welton; 5 августа 1930 — 11 февраля 2021) — американская актриса театра, кино и телевидения 1950-х годов.
Более всего Уэлдон известна по фантастическому фильму «Они!» (1953). Она также сыграла в таких картинах, как «Система» (1953), «Незнакомец с револьвером» (1953), «Охранник дилижансов» (1954), «Капитан» (1954), «Прицел — горный хребет» (1957) и «День негодяя» (1958), а также в нескольких телесериалах.

## Ранние годы и начало карьеры
Джоан Уэлдон, имя при рождении Джоан Луиз Уэлтон, родилась 5 августа 1930 года в Сан-Франциско, её отец был влиятельным адвокатом, юристом ювелирной палаты. Прадед Уэлдон был театральным и эстрадным актёром. Мать умерла, когда ей было 5 лет, и её воспитывала бабушка. С детства Джоан занималась фортепиано, а с 16 лет стала брать уроки вокала. Она поступила в хор Оперного театра Сан-Франциско, а позднее пела в составе оперного театра Civic Light Opera Company. Именно во время выступления в этом театре в 1952 году на неё обратил внимание сценарист и продюсер Стэнли Рубин, который организовал для неё кинопробы на студии 20th Century Fox.
Примерно в это время она познакомилась с Уильямом Т. Орром, племянником босса Warner Bros Джека Л. Уорнера, который позднее возглавил телевизионное подразделение этой кинокомпании. Так как студия 20th Century-Fox в то время не специализировался на поющих актёрах и не могла обеспечить её ролями, Джоан с помощью Орра заключила контракт с Warner Bros, а Орр немного изменил ей фамилию на Уэлдон.

## Карьера в кинематографе
В 1953 году Уэлдон дебютировала в Голливуде в фильме нуар «Система» (1953), где сыграла важную роль дочери владельца городской газеты, у которой роман с антигероем этой картины, главой местного полуподпольного синдиката азартных игр (Фрэнк Лавджой), который при этом способен на проявление порядочности, доброты, человечности и сострадания. Фильм однако не имел успеха у критики. Так, кинообозреватель «Нью-Йорк Таймс» Оскар Годбаут, в частности, написал: «Грустно то, что в этом фильме нет ни единой вещи, которую можно было бы порекомендовать… Забудьте это фиаско, так как это всего лишь одна из тех нудных мелодрам, которые служат только для того, чтобы заполнить программу на сдвоенных сеансах». Современный киновед Майкл Кини в свою очередь отметил, что хотя сюжет кажется «довольно увлекательным», тем не менее сам фильм, «в том числе и всегда надёжный Лавджой, персонаж которого является, наверное, самым милым нуаровым преступником всех времён, смотрится скучно».

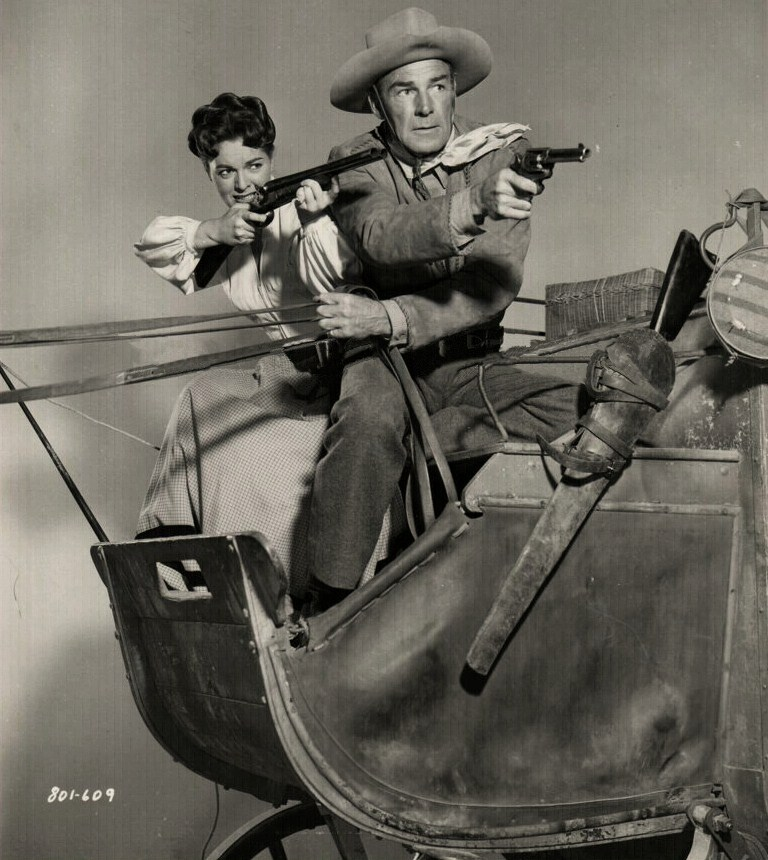
Джоан Уэлдон и Рэндольф Скотт. Рекламное фото фильма «Охранник дилижансов» (1954)

В том же году вышел музыкальный байопик «Так это любовь» (1953) об оперной певице Грейс Мур (роль которой сыграла Кэтрин Грэйсон), где у Уэлдон была роль второго плана. Затем последовала вторая женская роль в 3D вестерне Андре де Тота «Незнакомец с револьвером» (1953), в котором играли Рэндольф Скотт, Клер Тревор и Джордж Макреди, а также будущие звёзды Эрнест Боргнайн и Ли Марвин. Год спустя Уэлдон сыграла главные женские роли в вестернах «Капитан» (1954) с Гаем Мэдисоном и «Охранник дилижансов» (1954) с Рэндольфом Скоттом.
Историк кино Брюс Эдер называет «самым большим вкладом Уэлдон в кинематограф главную женскую роль в фильме Гордона Дугласа „Они!“ (1954)». Как пишет критик, это был «первый и самый лучший голливудский фильм про гигантских монстров», который опирался на сильные образы и «выдающийся актёрский состав, включавший обладателя „Оскара“ Эдмунда Гвенна, оскаровского номинанта Джеймса Уитмора, будущую телезвезду Джеймса Арнесса в главной роли, а также Фесса Паркера и Леонарда Нимого в небольших ролях». По мнению Эдера, «Уэлдон в определённой степени сделала кинематографический прорыв, сыграв умную и уверенную в себе женщину, которая кроме того была и красивой». В интервью 2004 года она вспоминала: «Мы отнеслись к этому фильму очень серьёзно, точно как настоящей драме». Кинокритик Энтони Вейлер написал в «Нью-Йорк Таймс», что фильм стал коллективным успехом сценаристов, режиссёра, продюсера и актёров, которые сделали «напряжённый, захватывающий и на удивление убедительный фильм». Положительно оценив игру Уэлдон в роли молодой исследовательницы и дочери ведущего учёного, критик тем не менее отметил, что «она красива, но вряд ли соответствует образу академического учёного».
В том же году в аренде на студии Metro-Goldwyn-Mayer Уэлдон снялась в биографическом мюзикле «Глубоко в моём сердце» (1954) о композиторе Зигмунде Ромберге, однако её совместный музыкальный номер с Тони Мартином в итоге был удалён из картины.

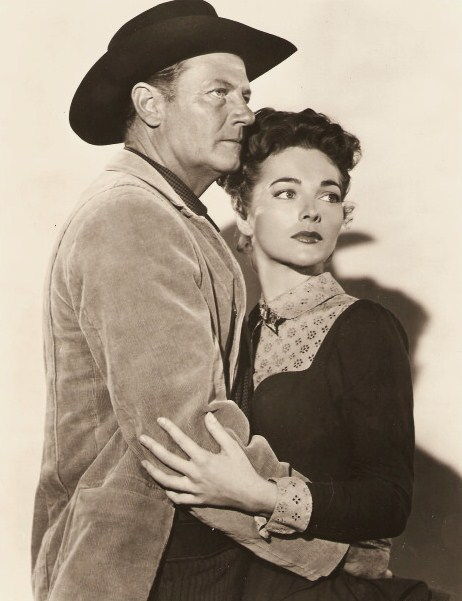
Джоэл Маккри и Джоан Уэлдон. Рекламное фото фильма «Прицел — горный хребет» (1957)

Контракт Уэлдон с Warner Bros истекал 31 декабря 1954 года, однако за пять дней до его истечения Уэлдон вместе с друзьями уехала отдыхать в Акапулько. Узнав об этом, Джек Л. Уорнер решил не продлевать с актрисой контракт и даже выдвинул иск о нарушении действующего контракта.
После этого Уэлдон сыграла лишь в трёх фильмах. Она исполнила главные женские роли в вестернах «Прицел — горный хребет» (1957) с Джоэлом Маккри и «День подлеца» (1957) с Фредом Макмюрреем, а также роль второго плана в драме «Домой засветло» (1958) о психически нездоровой женщине (Джин Симмонс), которая пытается вернуться к нормальной жизни. После этой картины Уэлдон ушла из кино.

## Работа на телевидении
С 1953 года Уэлдон начала сниматься на телевидении. В 1953—1956 годах она исполнила главные роли в четырёх эпизодах телеальманаха «Видео-театр „Люкс“» (1953—1956), а также была ведущей и певицей в четырёх эпизодах телепрограммы «Это твоя музыка» (1955). Она также была приглашённой звездой в эпизодах телесериалов «Миллионер» (1955), «Перри Мейсон» (1957), а также в сериалах-вестернах «Шайенн» (1957), «Есть оружие — будут путешествия» (1957), «Маверик» (1958) и «Кольт 45 калибра» (1958). Свою последнюю роль на телевидении Уэлдон сыграла в детском сериале «Сказки Ширли Темпл» (1958).

## Музыкальная карьера

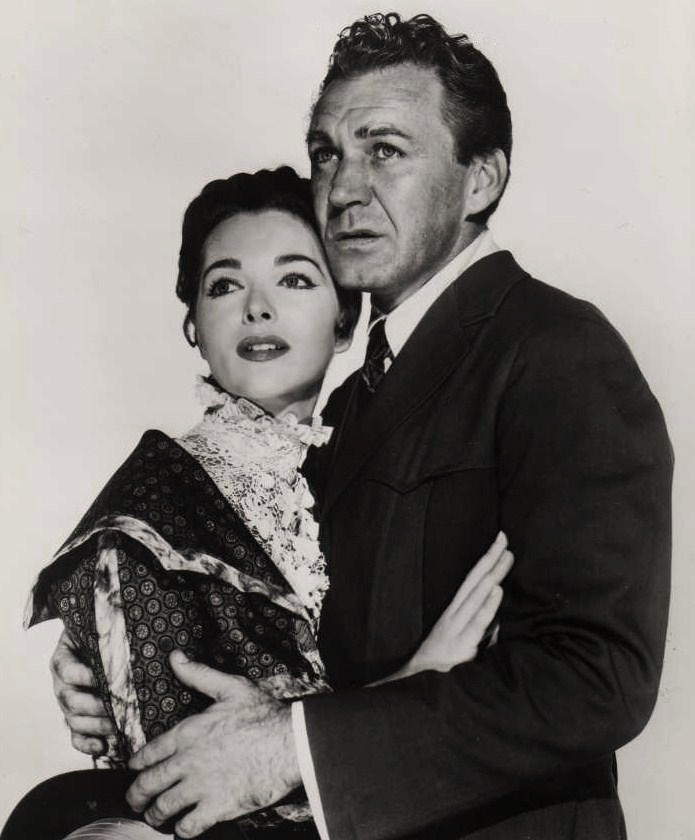
Джоан Уэлдон и Форрест Такер в мюзикле «Музыкант» (1960)

В декабре 1955 года Уэлдон пела в совместной программе с популярным композитором Джимми Макхью, а в 1960 году на гастролях исполняла главную женскую роль в популярном мюзикле «Музыкант».
C ноября 1961 года по 20 января 1962 года Уэлдон играла на Бродвее одну из главных ролей в оперетте «Кин», которая выдержала 92 представления.
В 1964 году она выступала в программе, посвящённой открытию State Theatre в нью-йоркском Линкольн-центре, где вместе с Джоном Рэйттом исполнила музыкальный номер из мюзикла «Карусель». Позднее она гастролировала со спектаклем «Оклахома!», где её партнёром был Фесс Паркер.
В 1967 году в Линкольн-центре Уэлдон играла главную роль в оперетте Легара «Весёлая вдова». В последний раз Уэлдон вышла на сцену в 1980 году в Сакраменто в оперетте «Песнь пустыни».

## Актёрское амплуа и оценка творчества
По описанию историка кино Тома Уивера, Джоан Уэлдон была «красивой голубоглазой актрисой с каштановыми волосами» и сильной музыкальной подготовкой, которая с ранних лет выступала на оперной сцене Сан-Франциско.
В 1953 году на Уэлдон обратила внимание киностудия Warner Bros, сняв её в главных ролях в серии вестернов, фильме нуар «Система» (1953), а также в её самом знаменитом фильме «Они!» (1954). Однако, несмотря на её несомненные вокальные способности, «в кино все роли Уэлдон были чисто драматическими, без пения».
По мнению кинокритика Брюса Эдера, «Уэлдон достаточно повезло в карьерном плане — она сделала несколько хороших фильмов (и один выдающийся), а затем успела утвердиться и в музыкальном театре, где и хотела работать с самого начала».

## Личная жизнь
В 1966 году Уэлдон вышла замуж за офтальмолога, доктора Дейвида Поделла, и переехала в Нью-Йорк. В 1968 году у неё родилась дочь Мелисса, которая позднее стала заметной фигурой в индустрии моды. Джоан Уэлдон жила в Нью-Йорке.
В марте 2004 года в Нью-Йорке она присутствовала на общественном просмотре своего фильма «Незнакомец с револьвером».

## Смерть
Джоан Уэлдон умерла 11 февраля 2021 года в своём доме в Форт-Лодердейле, штат Флорида, в возрасте 90 лет. Причины её смерти не разглашались. У неё остались муж, дочь Мелисса, приёмная дочь Клодия и трое внуков.

## Фильмография
| Год       |   | Русское название                | Оригинальное название      | Роль                                            |
| --------- | - | ------------------------------- | -------------------------- | ----------------------------------------------- |
| 1953      | ф | Система                         | The System                 | Филис Стюарт                                    |
| 1953      | ф | Так это любовь                  | So This Is Love            | Рут Обре                                        |
| 1953      | ф | Незнакомец с револьвером        | The Stranger Wore a Gun    | Шелби Конрой                                    |
| 1954      | ф | Капитан                         | The Command                | Марта Каттинг                                   |
| 1954      | ф | Охранник дилижансов             | Riding Shotgun             | Орисса Флинн                                    |
| 1954      | ф | Они!                            | Them!                      | доктор Патриция Медфорд                         |
| 1954      | ф | Глубоко в моем сердце           | Deep in My Heart           | артистка в «Нью Мун»                            |
| 1954      | ф | Парень из Оклахомы              | The Boy from Oklahoma      | Мэбелль, девушка в салуне (в титрах не указана) |
| 1954—1956 | с | Видео-театр «Люкс»              | Lux Video Theatre          | разные роли (2 эпизода)                         |
| 1955      | с | Миллионер                       | The Millionaire            | Стар Конуэй (1 эпизод)                          |
| 1957      | ф | Прицел — горный хребет          | Gunsight Ridge             | Молли Джонс                                     |
| 1957      | с | Шайенн                          | Cheyenne                   | Нелли Мерритт (1 эпизод)                        |
| 1957      | с | Перри Мейсон                    | Perry Mason                | Марион Китс (1 эпизод)                          |
| 1958      | ф | День подлеца                    | Day of the Badman          | Майра Оуэнс                                     |
| 1958      | ф | Домой засветло                  | Home Before Dark           | Фрэнсис Барретт                                 |
| 1958      | с | Есть оружие – будут путешествия | Have Gun - Will Travel     | Фэй Холлистер (1 эпизод)                        |
| 1958      | с | Кольт 45-го калибра             | Colt .45                   | Эдит Марроу (1 эпизод)                          |
| 1958      | с | Маверик                         | Maverick                   | Грейс Уилер (1 эпизод)                          |
| 1958      | с | Сказки Ширли Темпл              | Shirley Temple's Storybook | Амелия (1 эпизод)                               |